# Estatuto de Autonomía de Castilla-La Mancha
El Estatuto de Autonomía de Castilla-La Mancha es la norma institucional básica de la comunidad autónoma de Castilla-La Mancha (España). El Estatuto de Autonomía regula los órganos de autogobierno de esta comunidad autónoma, llamados de forma genérica como Junta de Comunidades de Castilla-La Mancha, o el Tribunal Superior de Justicia de Castilla-La Mancha.
La Ley Orgánica 9/1982 de 10 de agosto del Estatuto de Autonomía de Castilla-La Mancha fue aprobada por las Cortes Generales y sancionada por el rey Juan Carlos I y el presidente del Gobierno Leopoldo Calvo-Sotelo en el Palacio de Marivent (Palma de Mallorca) el 10 de agosto de 1982.

## Reformas
Ha sido reformado en 1991, 1994 y 1997 para aumentar las competencias autonómicas y las atribuciones del Presidente de la Junta y comprende 54 artículos, organizados en 6 títulos, además de las disposiciones adicionales, transitorias, derogatorias y final. En 2014 fue reformado por cuarta vez.

### Propuesta de reforma de 2007-2008
El 29 de enero de 2007, el Pleno de las Cortes regionales de Castilla-La Mancha aprobó por unanimidad la reforma del Estatuto de Autonomía de Castilla-La Mancha. El texto está compuesto por 170 artículos con los que la Comunidad Autónoma expresa sus ansias de autogobierno y que incluye un nuevo modelo de financiación y la caducidad, en 2015, del trasvase Tajo-Segura. El 1 de febrero fue llevado a trámite al Congreso de los Diputados, donde fue defendido por el portavoz del Grupo Socialista en las Cortes regionales, José Molina, y el diputado autonómico del PP Leandro Esteban.
El 14 de octubre del mismo año, el Congreso de los Diputados aprobó el primer trámite para la tramitación de la reforma por 315 votos a favor, 3 en contra y ninguna abstención.

### Propuesta de reforma de 2014
El 13 de marzo de 2014 el Congreso de los Diputados aprobó la reforma del Estatuto de Autonomía, reduciendo el número de parlamentarios y suprimiendo su sueldo.